# تشارلز كير
تشارلز كير (بالإنجليزية: Charles Kerr)‏ هو كاتب سيناريو ومخرج أمريكي، ولد في 6 أبريل 1892 في تشاتانوغا في الولايات المتحدة، وتوفي في 14 فبراير 1954 في لوس أنجلوس في الولايات المتحدة.

## وصلات خارجية
- تشارلز كير على موقع IMDb (الإنجليزية)
- تشارلز كير على موقع ألو سيني (الفرنسية)
- تشارلز كير على موقع أول موفي (الإنجليزية)
- تشارلز كير على موقع قاعدة بيانات الأفلام السويدية (السويدية)
- تشارلز كير على موقع قاعدة بيانات الفيلم (الإنجليزية)
- تشارلز كير على موقع كينوبويسك (الروسية)
- تشارلز كير على موقع كينوبويسك (الروسية)